# Орлово (Великоустюгский район)
Орлово — село в Великоустюгском районе Вологодской области.
Входит в состав Орловского сельского поселения, с точки зрения административно-территориального деления — в Орловский сельсовет.
Расстояние по автодороге до районного центра Великого Устюга — 74 км, до центра муниципального образования Чернево — 1 км. Ближайшие населённые пункты — Тарасовское, Шилыково, Подборье.
По переписи 2002 года население — 11 человек.
Церковь Троицы (Всехсвятская) в Орлово — памятник архитектуры.